# Majed Al-Amri
Majed Rafa Al-Amri (Dammam, 15 settembre 1985) è un calciatore saudita, difensore dell'Al-Nahda.

## Carriera

### Club
Comincia a giocare all'Al-Ettifaq. Nel 2009 passa all'Al-Shabab. Nel 2012 torna all'Al-Ettifaq. Nel 2014 si trasferisce all'Al-Shoalah. Nel 2015 viene acquistato dall'Al-Nahda.

### Nazionale
Ha debuttato in Nazionale l'8 gennaio 2007, nell'amichevole Arabia Saudita-Gambia (3–0). Ha partecipato, con la Nazionale, alla Coppa d'Asia 2007. Ha collezionato in totale, con la maglia della Nazionale, 3 presenze.

## Statistiche

### Cronologia presenze e reti in Nazionale
| Cronologia completa delle presenze e delle reti in nazionale ― Arabia Saudita | Cronologia completa delle presenze e delle reti in nazionale ― Arabia Saudita | Cronologia completa delle presenze e delle reti in nazionale ― Arabia Saudita | Cronologia completa delle presenze e delle reti in nazionale ― Arabia Saudita | Cronologia completa delle presenze e delle reti in nazionale ― Arabia Saudita | Cronologia completa delle presenze e delle reti in nazionale ― Arabia Saudita | Cronologia completa delle presenze e delle reti in nazionale ― Arabia Saudita | Cronologia completa delle presenze e delle reti in nazionale ― Arabia Saudita |
| Data                                                                          | Città                                                                         | In casa                                                                       | Risultato                                                                     | Ospiti                                                                        | Competizione                                                                  | Reti                                                                          | Note                                                                          |
| ----------------------------------------------------------------------------- | ----------------------------------------------------------------------------- | ----------------------------------------------------------------------------- | ----------------------------------------------------------------------------- | ----------------------------------------------------------------------------- | ----------------------------------------------------------------------------- | ----------------------------------------------------------------------------- | ----------------------------------------------------------------------------- |
| 8-1-2007                                                                      | Dammam                                                                        | Arabia Saudita                                                                | 3 – 0                                                                         | Gambia                                                                        | Amichevole                                                                    | -                                                                             | 46’                                                                           |
| 27-6-2007                                                                     | Kallang                                                                       | Singapore                                                                     | 1 – 2                                                                         | Arabia Saudita                                                                | Amichevole                                                                    | -                                                                             |                                                                               |
| 8-1-2009                                                                      | Mascate                                                                       | Arabia Saudita                                                                | 6 – 0                                                                         | Oman                                                                          | Coppa delle Nazioni del Golfo 2009                                            | -                                                                             |                                                                               |
| Totale                                                                        |                                                                               | Presenze                                                                      | 3                                                                             |                                                                               | Reti                                                                          | 0                                                                             |                                                                               |